# Tom of Finland (фильм)
Tom of Finland — биографический фильм-драма финского режиссёра Доме Карукоски, основанный на биографии художника Тоуко Лааксонена, получившего известность своими многочисленными гомопорнографическими рисунками.

## История
Режиссёр Доме Карукоски работал над фильмом в течение пяти лет, а по бюджету картина стала одной из самых дорогостоящих в Финляндии (€ 5 млн).
В числе прочего, фильм рассказывает об отношении общества к гомосексуалам в послевоенной Финляндии и США. В фильме практически нет сексуальных сцен, хотя вся жизнь героя основана на гомосексуальных фантазиях.
| Актёр              | Роль                     |
| ------------------ | ------------------------ |
| Пекка Странг       | художник Тоуко Лааксонен |
| Лаури Тилканен     |                          |
| Джессика Грабовски |                          |
| Тайсто Оксанен     |                          |
| Никлас Хогнер      |                          |
| Якоб Офтебро       | Джек                     |

## Награды
4 февраля 2017 года фильм был удостоен «Fipresci Award» на кинофестивале в Гётеборге.
В сентябре 2017 года фильм был номинирован от Финляндии на премию «Оскар», но не вошёл в шорт-лист.